# Tamia

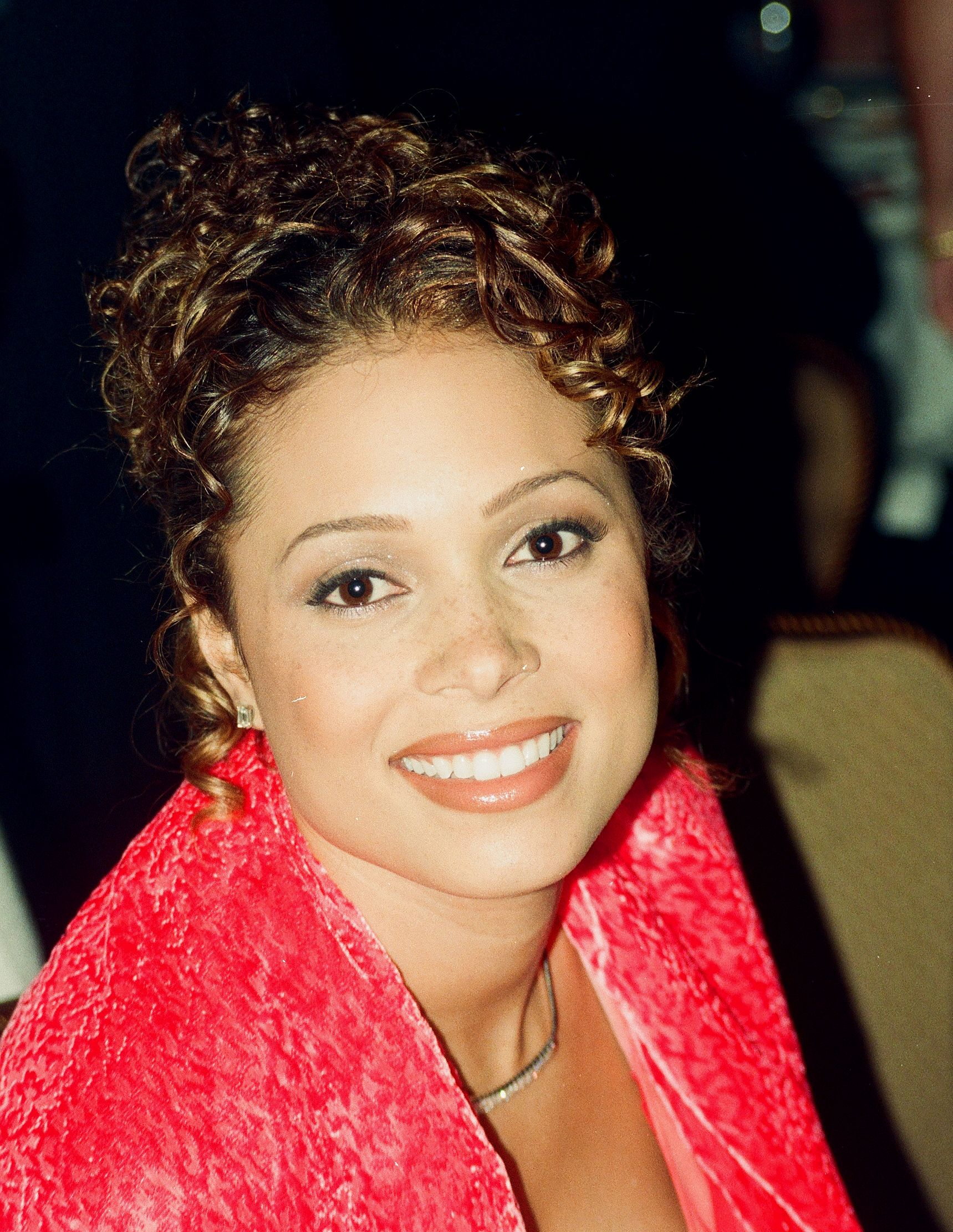
Tamia

Tamia (ur. 9 maja 1975 w Windsorze w stanie Ontario) – kanadyjska piosenkarka i aktorka. Sześciokrotnie nomiowana do Nagrody Grammy w kategorii najlepsza piosenkarka R&B. Jej największym hitem jest Stranger in My House pochodzący z albumu A Nu Day (2000 rok).

## Dyskografia
- Tamia (1998)
- A Nu Day (2000)
- More (2004)
- Between Friends (2006)
- Beautiful Surprise (2012)
- Love Life (2015)
- Passion Like Fire (2018)